# 電力潮流制御
電力潮流制御（でんりょくちょうりゅうせいぎょ）とは、電力系統において電力の流れを制御する技術である。

## 概要
トーマス・エジソンが発明した直流送電技術では、多少の負荷変動があっても発電機の発生電圧が極力一定になるような仕組みのダイナモを考案して配電線に接続した。この頃の電力網はその総延長もせいぜい数キロメートルと極めて短く、系統連系の概念も無かった。一方でジョージ・ウェスチングハウスとニコラ・テスラとによる変圧器を用いた交流送電と、同期発電機の使用とにより複数の同期発電機を束ねて電力源とする現代的な電力網が実現した。これらの発電所の電力はメッシュまたはフォーク（ツリー）状の電力網に電力を流し込み、各発電所の電圧および力率、各変電所の変圧器にある負荷時タップ切換器や変電所内設備である調相設備により母線電圧や無効電力を制御することにより電力を望む方向へ流し（「電力潮流」という）、電力網全体に電力を供給する。

## 制御の実際
送電線は長距離のため、全体として導線の純抵抗分のほかインダクタンス分を持つ。また送電用の電力ケーブルは線間浮遊容量が大きいため、キャパシタンス分が無視できなくなる。発電所で発生した電力には発電機のリアクタンス（無効電力と呼び替えても良い）と送電線路固有のリアクタンス分（インダクタンス[誘導性]・キャパシタンス[容量性]ともにある）により送電端とは電圧も電圧と電流との位相差（力率）も変化する。これらを補償し、需要家に電力を届けるには発電所において電圧だけでなく電圧と電流との位相差（力率）も調整し、かつ変電所において変圧比とインダクタンスを調整して無効電力を補償したうえで需要家向けに送電しなければならない。かつては高電圧下で電力用コンデンサを母線に接続や切断することが難しかったため、巨大な同期電動機を無負荷で回転させ、励磁電流を増減することで無効電力源とし、送電線路や負荷からの無効電力の補償に用いた。現代では半導体スイッチと分路リアクトル・電力用コンデンサバンクからなる静止型無効電力補償装置の設置が進み、機械的可動部のある同期調相機は見かけなくなった。
無論、発電した電力は需要家により即時に消費される（同時同量の原則）ことから需要家の負荷を総合した総需要電力に対し、望ましい電力潮流と発電所群の運転総合コストに見合うように各発電所の発電機に対し発電量を割り振るのが電力潮流制御と言える。変電所に設置される無効電力源は、各々の送電線路を通過する電流上限を逸脱することないように調整する役割を担っている。また需要家の負荷電圧はもちろん、送電線路や変圧器、各変電所の母線電圧にはそれぞれ定められた電圧・電流・周波数の上限・下限が存在するため、発電所の発電機出力制御に合わせて・発電機の力率制御・変圧器の負荷時タップ切替装置・静止型無効電力補償装置も連動するかたちで適切な電力潮流を保証する。

## 鉄道における電力潮流制御
電気鉄道において、電力潮流制御は回生ブレーキとして知られる。電車を加速するのに消費した電力は電車の運動エネルギーとして保存されている。直流饋電区間においては電圧の増減により回生電力が変化する単純な制御であるが、交流電化の場合は電源に同期して変換しないと電源へと電力が流れないため、変圧器で降圧し整流器によって直流にして直流電動機を駆動する交流・交直流電車において回生ブレーキは実現不能であった。しかし整流器にサイリスタを用いるサイリスタ位相制御を用い、かつ回生ブレーキ時にはサイリスタスイッチをインバーターとして稼働させる国鉄ED78形電気機関車・国鉄713系電車により初めて交流電気車において回生ブレーキの採用が成った。なお直流区間も走る交直流電車において初めて回生ブレーキを採用できたのが、常磐線の特急に充当されたJR東日本651系電車である。

## 一般家庭における電力潮流制御
主に売電と呼ばれる、自家発電余剰電力を電力網に投入するために電力潮流制御技術が使われる。配電線に接続された電力線に同期して稼動するインバーターにより位相を整えた電力が電力網に投入される。配電線網の停電時に自家発電の電力が供給されると危険なため、電力線が停電した場合、電力線に電力が流れないよう保護回路が組み込まれている。災害時等、単独運転が必要な場合はパワー・コンディショナーに付属のコンセント（もしくは商用電源とは独立した独立運転専用のコンセント）からのみ電力が出力されるよう設計されている。